# Lujiang
Lujiang (chiń. upr. 庐江县; chiń. trad. 廬江縣; pinyin Lújiāng Xiàn) – powiat w południowej części prefektury miejskiej Hefei w prowincji Anhui w Chińskiej Republice Ludowej. Liczba mieszkańców powiatu, w 1999 roku, wynosiła 1 175 762.